# رود چیللی
رود چیللی (روسی: Чилли) یک رودخانه در استان یاقوتستان کشور روسیه است.